# Ogni volta è così
Ogni volta è così – singel Emmy Marrone, wydany 3 lutego 2022. 
Utwór napisali i skomponowali Dario Faini i Davide Petrella, którzy odpowiadali także za produkcję kompozycji. Singel był notowany na 13. miejscu na włoskiej liście sprzedaży. Do utworu powstał teledysk, który wyreżyserowali Lorenzo Silvestri oraz Andrea Santaterra z duetu reżyserskiego Bendo.

## Lista utworów
- Digital download[4]

1. „Ogni volta è così” – 3:27

## Notowania

### Pozycja na liście sprzedaży
| Kraj   | Notowanie (2022) | Najwyższa pozycja | Certyfikat | Sprzedaż |
| ------ | ---------------- | ----------------- | ---------- | -------- |
| Włochy | FIMI             | 13                | platyna    | 100 000+ |